# Yana (popolo)

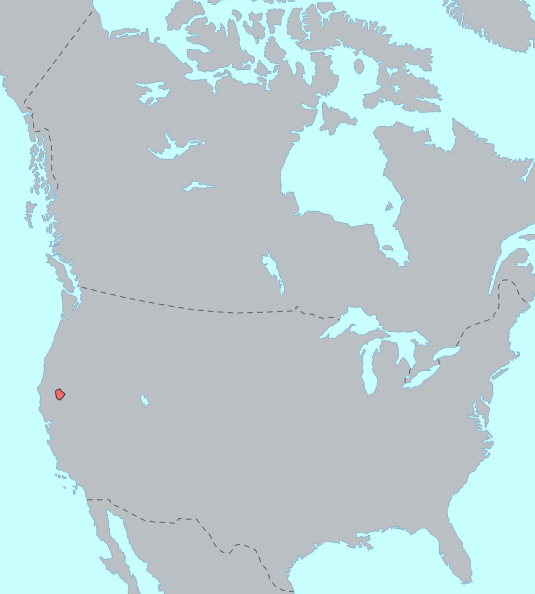
Territori Yana pre-coloniali

Gli yana sono dei nativi americani originari della California settentrionale. Prima dell'arrivo degli europei, le loro terre si trovavano tra i fiumi Yuba e Feather, affluenti del Sacramento, sul versante occidentale della sierra Nevada. Vennero quasi completamente sterminati durante il genocidio californiano nella seconda metà del XIX secolo. I pochi discendenti dei sopravvissuti vivono assieme a membri delle altre locali tribù wintu e achomawi nella Rancheria di Redding (California).

## Storia
L'antropologo Alfred L. Kroeber stimò che il numero degli yana nel 1770 si aggirasse attorno ai 1,500 individui,, Sherburne F. Cook sostenne invece che fosse tra i 1,900 e i 1,850, mentre secondo Barry Pritzker la popolazione prima della Corsa all'oro superava i 3,000 individui che vivevano di caccia, pesca, frutta, radici e ghiande. Si suddividevano in almeno quattro gruppi che parlavano i dialetti settentrionale, centrale, meridionale e quello degli yahi, la tribù yana stanziata più a sud. Le distinte comunità avevano anche differenti costumi.
Dopo che James W. Marshall scoprì l'oro nella regione nel 1848, decine di migliaia di pionieri e cercatori d'oro si stabilirono nel territorio. Gli yana vennero così allontanati da buona parte delle loro terre, soprattutto quelle limitrofe ai fiumi, fonte primaria di pesce per le tribù. L'accesso al cibo venne compromesso quando la corrente fluviale venne inquinata dagli scarichi delle miniere d'oro e i cervi abbandonarono l'area. Gli yana affamati iniziarono a vendicarsi dei pionieri rubando loro il bestiame, iniziarono così i massacri contro gli yana, quelli meridionali si estinsero nel 1861 e nel 1864 dei 2.000 yana centrali e settentrionali ne erano rimasti 50. Il massacro degli yahi nel 1865 ridusse la tribù a 30 sopravvissuti.

## Yahi
Gli yahi erano il gruppo più meridionale degli yana. Nativi delle montagne, erano cacciatori-raccoglitori divisi in bande egualitarie senza una gerarchia centralizzata. Il loro numero era di circa 400 persone. Furono la prima banda a soffrire la corsa all'oro californiana poiché i loro territori erano particolarmente ambiti dai pionieri. Per le perdite dovute alla mancanza di cibo, iniziarono a battersi contro gli occupanti delle loro vecchie terre. Essendo sprovvisti di armi da fuoco, vennero sterminati dai coloni tramite continui assalti ai loro villaggi. L'offensiva era guidata dal cacciatore di indiani Robert Anderson e dai suoi uomini che ridussero il numero di yahi, già decimati dalla carestia, a meno di 100 individui.
In seguito gli yahi si estinsero, l'ultimo superstite della tribù fu Ishi, che insieme ad altri membri degli yahi aveva vissuto nascosto sul Lassen Peak della Sierra Nevada. Quando gli altri morirono, Ishi scese dalle montagne e fu trovato nel 1911 presso Oroville (California). Raccontò dei massacri subiti dalla sua gente e visse gli ultimi anni a San Francisco lavorando per Alfred Kroeber, direttore del locale museo di antropologia, prima di morire nel 1916.